# Dark Passion Play
Dark Passion Play es el título del sexto álbum de Nightwish, siendo el primer disco con la nueva vocalista Anette Olzon, sustituta de Tarja Turunen, que fue expulsada de la banda en 2005. Fue lanzado el 26 de septiembre de 2007 a través de Spinefarm Records, el 28 de septiembre de 2007 a través de Nuclear Blast Records y el 2 de octubre de 2007 a través de Roadrunner Records.
El costo de la grabación del álbum fue de £500 000, convirtiéndolo en el disco más caro en la historia de la música en Finlandia, además se gastarón otros £270 000 en la filmación de los videoclips del álbum; «Amaranth» y «Bye Bye Beautiful». Fue grabado en el Abbey Road Studios con la Orquesta Filarmónica de Londres, Tuomas Holopainen se refirió a Dark Passion Play como el «álbum que salvó su vida». En el invierno de 2005 y 2006 todo le parecía desesperado y tenía pensamientos oscuros, y solo pudo encontrar esperanza escribiendo canciones.
Los pedidos anticipados para Dark Passion Play tenían oro certificado en Finlandia antes de ponerse en venta. El álbum debutó en el número uno en 6 países de Europa, vendiendo más de 100 000 copias en Finlandia otorgándole el triple disco platino. En febrero de 2008, el álbum fue certificado cuádruple platino también en ese país, después de comercializar más de 120 000 copias, lo que lo convierte en uno de los 40 álbumes más vendidos de todos los tiempos en su país natal, en Estados Unidos se ubicó en el puesto ochenta y cuatro con 134 000 mil copias.

## Producción

### Origen del título
Según Tuomas Holopainen, el título del álbum iba a ser en un principio «The Poet And The Pendulum», refiriéndose al primer tema. Sin embargo, se decidió cambiar a Dark Passion Play porque la canción era demasiado larga para un título de un álbum, y que no quería un nombre de un álbum refiriéndose a él mismo (debido a que él es el poeta de la canción, ya que el tema es personal). El nuevo nombre, sin embargo, también tiene que ver con la letra de la canción de apertura del álbum, así como el título del segmento del tema:

The morning dawned, upon his altar

Remains of the dark passion play

Performed by his friends without shame

Spitting on his grave as they came

-Tema The Poet And The Pendulum sobre el segundo 08:47.

Además la canción se encuentra dividida por varios títulos y hay una pequeña parte titulada con el mismo nombre «Dark Passion Play». Faster Harder Nightwish se anunció como título del álbum el 1 de abril de 2007 en el sitio web oficial, el título se basó en el sencillo de Scooter titulado «Faster Harder Scooter» también se había dado a conocer la nueva portada, lo que llevó a los admiradores de creer que estaban cambiando completamente su estilo, de metal sinfónico hacia el thrash metal. Solamente unas horas más tarde fue posible encontrar una promo del álbum en varios servidores de P2P, más tarde en su sitio web declararon que se trataba de una broma del Día de los Santos Inocentes.

### Grabación y edición

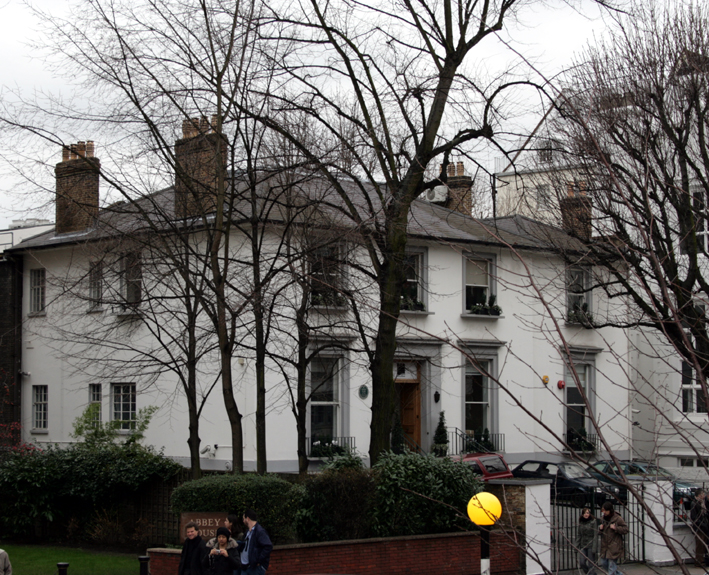
El Abbey Road Studios, en Londres fue utilizado por la banda durante el proceso de grabación.

Nightwish comenzó las grabaciones de Dark Passion Play en el otoño de 2006, y fueron terminadas en la primavera de 2007. Las grabaciones de orquesta tuvieron lugar en Abbey Road Studios en Londres en dos sesiones, una a mediados de diciembre y la siguiente en febrero. Como hicieron con su anterior álbum de estudio, Once, la banda colaboró con la Orquesta Filarmónica de Londres y Metro Voices Choir el 80% del personal fue el mismo utilizado anteriormente. El registro vocal comenzó en febrero de 2007, después de que Anette Olzon sea elegida como la nueva vocalista. Dark Passion Play fue mezclado y masterizado en Finnvox Studios en Helsinki entre abril y mayo de 2007. Dark Passion Play superó los 500 000 euros en producción, el doble de Once, convirtiéndolo en el álbum finlandés más caro de la historia de la música.

### Vídeos
Nightwish público cuatro vídeos, el primero fue «While Your Lips Are Still Red» para la promoción de la película finlandesa LIESKA!, seguidos de «Amaranth» y «Bye Bye Beautiful», los cuales se rodaron al mismo tiempo en Los Ángeles y tuvieron un costo de producción de £270 000. El cuarto vídeo fue para el quinto sencillo del álbum, «The Islander».
Para reducir costes, los dos vídeos se rodaron uno tras otro. El director fue Antti Jokinen, conocido por su trabajo con artistas como Beyonce, Korn y Céline Dion. Ya había trabajado con Nightwish para crear el videoclip de la canción Nemo.

## Nueva vocalista

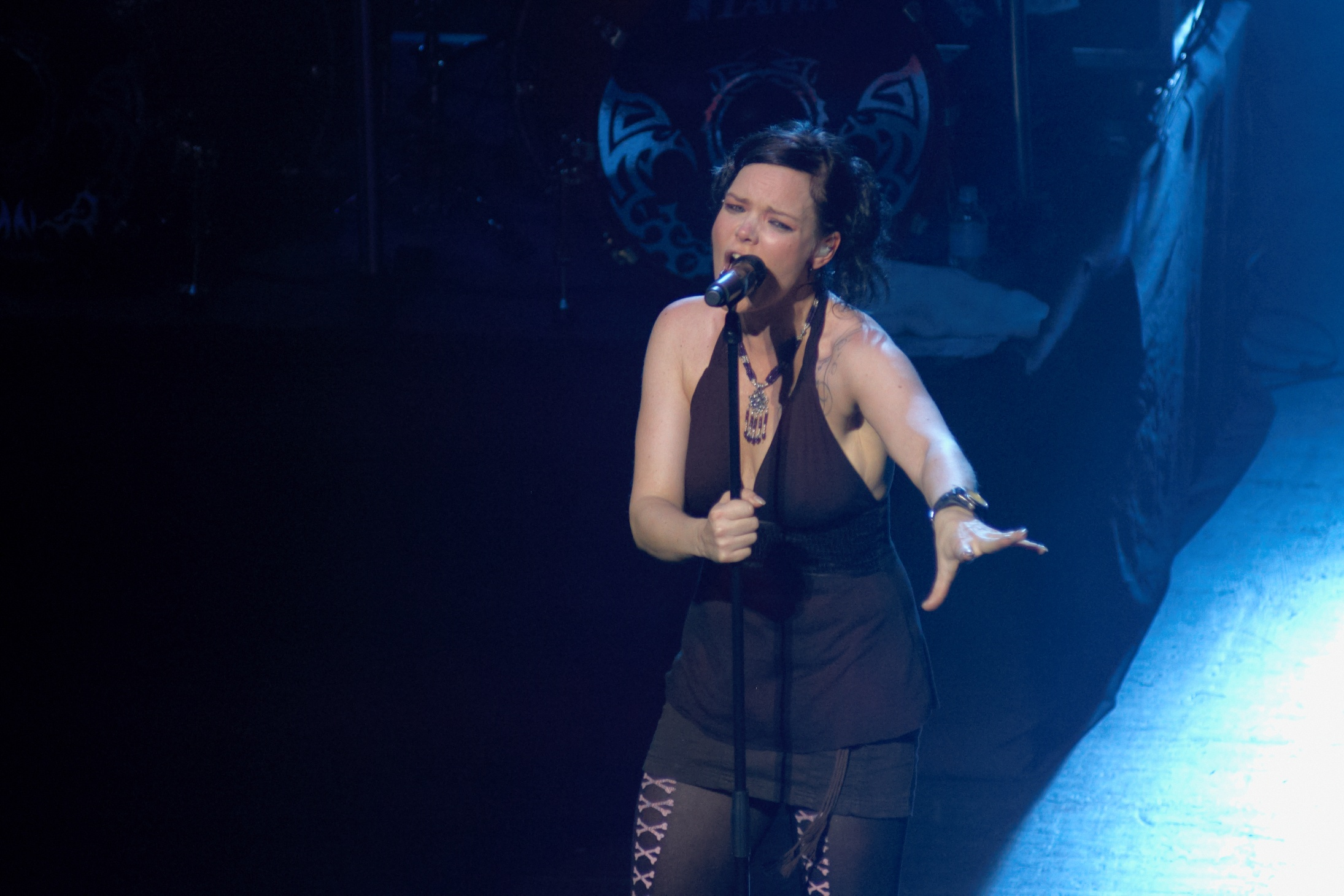
Anette Olzon, fue anunciada como la nueva vocalista de la banda en mayo de 2007 a través de la página oficial.

En octubre de 2005, después de una gira mundial del álbum Once, la cantante de la banda Tarja Turunen fue expulsada a través de una carta abierta. Para buscar su reemplazo la banda realizó audiciones desde 17 de marzo de 2006 hasta el 15 de enero de 2007. Durante este tiempo recibieron más de 2000 demos en el proceso.
En medio de las especulaciones, anunciaron oficialmente el 24 de mayo de 2007 a Anette Olzon como vocalista, anteriormente cantante de la banda sueca Alyson Avenue. En una entrevista, Holopainen dijo que en enero de 2007 había comenzado a ensayar las canciones viejas con la nueva voz, Olzon interpretó en la audición «Ever Dream» del álbum Century Child.

Por supuesto que va a ser una tarea enorme para la cantante, siempre la van a comparar con Tarja pero estoy muy seguro de que lo hará bien.
-Tuomas Holopainen sobre las aptitudes de Anette Olzon

Anette confeso que Tuomas Holopainen después de haberla presentado, le envió un mensaje de correo electrónico diciendo que a pesar de que le gustó, sería difícil que ella se quedara con el cargo. Olzon le explicó que por tener un hijo de 5 años en esa época, temía que las responsabilidades con el hijo pudieran entorpecer el cronograma de las giras. Tuomas dijo que todas las dudas se disiparon en los primeros días de grabación.

## Lista de canciones
| N.º | Título                       | Letras                         | Música              | Notas                                                | Duración |  |
| 1.  | «The Poet and the Pendulum»  | Holopainen                     | Holopainen          |                                                      | 13:54    |  |
| 2.  | «Bye Bye Beautiful»          | Holopainen                     | Holopainen          | El cuarto sencillo.                                  | 4:14     |  |
| 3.  | «Amaranth»                   | Holopainen                     | Holopainen          | El segundo sencillo.                                 | 3:51     |  |
| 4.  | «Cadence of Her Last Breath» | Holopainen                     | Holopainen          |                                                      | 4:14     |  |
| 5.  | «Master Passion Greed»       | Holopainen                     | Holopainen          |                                                      | 6:02     |  |
| 6.  | «Eva»                        | Holopainen                     | Holopainen          | El primer sencillo. (Radio/internet)                 | 4:24     |  |
| 7.  | «Sahara»                     | Holopainen                     | Holopainen          |                                                      | 5:47     |  |
| 8.  | «Whoever Brings the Night»   | Holopainen                     | Vuorinen            |                                                      | 4:17     |  |
| 9.  | «For the Heart I Once Had»   | Holopainen                     | Holopainen          |                                                      | 3:55     |  |
| 10. | «The Islander»               | Holopainen                     | Hietala             | El quinto sencillo.                                  | 5:05     |  |
| 11. | «Last of the Wilds»          | Holopainen (Erämaan Viimeinen) | Holopainen          | Instrumental. Tercer single (Feat. Jonsu de Indica.) | 5:40     |  |
| 12. | «7 Days to the Wolves»       | Holopainen                     | Holopainen, Hietala |                                                      | 7:03     |  |
| 13. | «Meadows of Heaven»          | Holopainen                     | Holopainen          |                                                      | 7:10     |  |

### Pista adicional
Grabaron un total de quince canciones durante las grabaciones del álbum. Trece canciones fueron lanzadas en la edición estándar del disco y las restantes fueron lanzadas principalmente en sencillos. «The Heart Asks Pleasure First» fue publicado en el sencillo «The Crow, the Owl and the Dove» del siguiente álbum Imaginaerum ya que el autor original de la pieza, Michael Nyman no les concedió la autorización para publicarlo.
| Título                          | Tiempo | Escritor                         | Lanzada en                              |
| ------------------------------- | ------ | -------------------------------- | --------------------------------------- |
| «Escapist»                      | 4:57   | Tuomas Holopainen                | Edición japonesa y otras ediciones      |
| «While Your Lips Are Still Red» | 4:18   | Tuomas Holopainen                | Sencillo «Amaranth»                     |
| «The Heart Asks Pleasure First» | 4:21   | Tuomas Holopainen, Michael Nyman | Sencillo The Crow, the Owl and the dove |

## Estilo musical
Antes del lanzamiento del álbum, Holopainen dijo en una entrevista que el álbum tiene mucho en común con el trabajo anterior, Once. Algunos temas poseen el clásico estilo de la banda, como «Bye Bye Beautiful», «Master Passion Greed» y «7 Days to the Wolves», otras son totalmente innovadores como «Meadows of Heaven», «Eva» y «The Islander». Dark Passion Play también posee uno de los temas más largo de la discografía de la banda «The Poet and the Pendulum» con 13:54, junto a «Beauty of the Beast» de Century Child con 10:24.35, «Ghost Love Score» de Once con 10:02.36 y «The Greatest Show on Earth» con 23:58
Dark Passion Play tiene muchas canciones con sonidos orquestales, Holopainen hizo lo mismo que con Once, utilizó a 18 personas en el coro Metro Voices. «The Poet and the Pendulum» fue inspirado en la historia personal de Holopainen, también dijo que él preservó las «sombras» del álbum de Century Child, combinando la oscuridad y la luz en el caso de «Amaranth» y «Bye Bye Beautiful».
«While Your Lips Are Still Red», es un tema extra en el sencillo «Amaranth», fue la primera composición propia de Nightwish cantada solamente por Marco Hietala, Holopainen escribió la canción para ser el tema principal de la película finlandesa Lieska! de 2007, el vídeo musical también se lo ve a Jukka Nevalainen en la batería, Anette Olzon y Emppu Vuorinen no participan en la canción.

## Lanzamiento y recepción
El primer sencillo «Eva» se mantuvo disponible a través de Internet seis días antes de su lanzamiento oficial. En su primer día en las tiendas, Dark Passion Play vendió 42 000 copias en Finlandia y fue certificado disco platino. Los próximos días las ventas ascendieron a 60 000 copias, lo que garantizó el doble platino. El 24 de octubre de 2007, el álbum vendió 90 000 copias en Finlandia, asegurando el triple disco plantino.
Dark Passion Play fue el álbum más solicitado por varios días en las listas de Finlandia, Alemania, Croacia, Suiza y Hungría. En Finlandia se mantuvo casi ocho meses en las listas, es decir 30 semanas, de las cuales ocho estuvo en el primer lugar en las listas oficiales en su país de origen.
El álbum recibió críticas buenas por parte de la prensa especializada. Metal Storm afirmó «Dark Passion Play es uno de los álbumes más audaces y valientes de los lanzamientos de la historia de la banda. Es el disco más diverso que hayamos escuchado y tener una apertura casi de 15 minutos es realmente valiente y épica». «Amaranth» suena muy atractivo para el público, «Maester Passion Greed» es la parte más pesada del disco siendo para Marco su primera interpretación como voz principal, y ante otro momento fuera del aspectro musical del álbum tenemos elementos folclóricos fuertes con «The Islander» y «Last Of The Wilds» que parece funcionar sorprendentemente bien. La banda muestran claramente con este álbum que no son solo una banda de metal sinfónico con mustras típicas. Greg Prato de Allmusic comentó «comprensiblemente, hay bastantes similitudes entre el metal sinfónico y metal progresivo, y esto es ciertamente el caso en «Bye Bye Beautiful» que contiene una apertura con un toque de drama. En otros canciones como «Eva» se centra principalmente en los talentos vocales de la nueva vocalista de Nightwish, la apertura «The Poet and the Pendulum» fue lenta, demuestra ser un resumen al estilo de la banda». El álbum también recibió una crítica positiva por parte de Blabbermouth, Keith Bergman, quien le dio al álbum un 7,5 de 10  afirmó que "puede no ser una obra maestra, pero tiene suficientes momentos de dicha sinfónica de metal como para merecer una alta recomendación". El escritor de About.com, Chad Bowar, le dio al álbum una puntuación de 4 de 5 estrellas, llamando a Dark Passion Play «un excelente álbum que está a la altura de lo mejor que ha hecho la banda».
En 2007 la banda fue nominado en las dos categorías de los Premios Metal Storm: «Mejor Álbum Metal» y «Mayor sorpresa del año», ganando el último. Al año siguiente, ganó la categoría «Álbum del Año» y «Álbum de Metal del año» en los Premios Emma.

### Gira Mundial
Antes del inicio de la gira, la banda ofreció un concierto secreto el 22 de septiembre de 2007 en Tallin, la capital de Estonia. Nightwish actuó bajo el nombre de Nachtwasser. Le siguieron otros dos conciertos los días 26 y 28 de septiembre en Helsinki y Hamburgo, también anunciados como dos actuaciones de bandas de versiones. Incluso antes de estos conciertos, circulaban rumores de que la verdadera banda se ocultaba tras estas formaciones.
La gira «Dark Passion Play World Tour» comenzó oficialmente el 6 de octubre de 2007 en Tel Aviv, el primer concierto de Nightwish en suelo israelí. Entre el 15 de octubre y el 17 de noviembre siguió una gira de 23 conciertos por Norteamérica, incluidos dos en Canadá. Nightwish actuó con el grupo británico Paradise Lost como telonero. El hecho de que la gira comenzara en Norteamérica, un mercado relativamente pequeño para la banda, se debió a dos razones, según Holopainen: en primer lugar, la banda podía prepararse para los conciertos en los grandes escenarios europeos. En segundo lugar, la banda tuvo que cancelar en dos ocasiones conciertos en Norteamérica durante la gira promocional de Once. En los conciertos de San Antonio y Dallas, John Two-Hawks, que había aparecido como músico invitado en el álbum anterior, actuó con la banda.
Siguió una gira por Escandinavia que terminó en Helsinki el 1 de enero de 2008. Durante esta etapa, Nightwish estuvo acompañado por la banda finlandesa Indica. Tras un breve descanso, ofrecieron cinco conciertos en Australia a finales de enero y principios de febrero de 2008. Entre febrero y abril, Nightwish continuó con una gira europea que incluyó ocho conciertos en Alemania, así como un concierto en Austria y Suiza. Como teloneros actuaron la banda sueca Pain y la alemana Krieger. A partir de mayo de 2008, siguieron otras fechas en Norteamérica, con Nightwish acompañados por la banda sueca Sonic Syndicate.
La gira «Dark Passion Play World Tour», que duró dos años, fue la más larga de la historia del grupo hasta la fecha. Finalizó el 19 de septiembre de 2009.

## Miembros
- Anette Olzon - Voz femenina (excepto en «Master Passiion Greed»)
- Emppu Vuorinen - Guitarra
- Marko Hietala - Bajo, Voz masculina
- Tuomas Holopainen - Teclado, Voz de respaldo (en «Master Passion Greed»)
- Jukka Nevalainen - Batería, Bodhrán

### Colaboradores
- Guy Elliott - Primer chico soprano en «The Poet And The Pendulum».
- Tom Williams - Segundo chico Soprano en «The Poet And The Pendulum».
- Troy Donockley - Bodhran, Uilleann pipes, y Whistle (en «The Islander», «Last of the Wilds» y "Meadows of Heaven»)
- Ville Akseli-fotografía
- Martin Loveday- violonchelo (en «The Poet and the pendulum»)
- Orquesta Filarmónica de Londres
- Isobel Griffiths - orquestadora contratante
- Robin Baynton - asistente de orquestación
- Andrew Kitchen - asistente
- Sam O'Kell- Asistente
- Violins - Thomas Bowes, Liz Edwards, Patrick Kiernan, Boguslaw Kostecki, Julian Leaper, Boguslaw Kostecki, Gabrielle Lester, Rita Manning, James McLeod, Michael McMenemy, Steve Morris, Everton Nelson, Tom Pigott-Smith, Johnathan Rees, Jackie Shave, Emlyn Singleton, Sonia Slany, Cathy Thompson, Christopher Tombling, David Woodcock, Warren Zielinski
- Violas - Peter Lale , Timothy Grant, Bruce White, Martin Humbey, Rachel Bolt, Andy Parkerm, Garfield Jackson, Donald McVay, Kate Musker, Andrew Parker, Chris Pitsillides, Jon Thorne, Bruce White, Katie Wilkinson Khoroshunin
- Violinchelos - Ben Chappell, David Daniels, Caroline Dearnley, John Heley, Tony Lewis
- Contrabajo - Chris Laurence, Patrick Lannigan, Mary Scully, Allen Walley, Steve Williams
- Flauta, piccolo - Andy Findon, Anna Noakes
- Oboe, cor anglais - David Theodore
- Clarinete bajo - Anthony Pike
- Címbalo con mazos - Greg Knowles
- Chico Soprano- Guy Elliott
- Fagot, contrafagot - Julie Andrews
- Trompa - Richard Watkins, Philip Eastop, Nigel Black
- Kantele Electrónico (en «Last of the Wilds») - Senni Eskelinen
- Trompetas - Phil Cobb, Mike Lovatt, Kate Moore
- Trombón de Tenor - David Stewart
- Trombón bajo - Andy Wood
- Tuba - Owen Slade
- Arpa - Skaila Kanga
- Percusión técnica - Paul Clarvis, Stephen Henderson
- Timbal - Stephen Henderson
- Percusión orquestal - Frank Ricotti, Gary Kettel

Metro Voices personal
- John Tobin
- Jeremy Avis, Charlie Baker, Gerard Bentall , Catherine Bott, Thomas Bowes, Helen Brookes, Samuel BurkeY, Andrew Busher, Heather Cairncross, Mary Carewes, Michael Clarke, Anne Marie Cullum, Ann DeRenais, Michael Dore, Yona Dunsford, Sarah Eyden, Susan FlannerY, Joanna Forbes, Rosemary Forbes-Butler, Matthew Hargreaves, Bob J. Harms, claire Henry, Alison Jiear, Nicki Kennedy, Helen Meyerhoff, Cherith Milburn-Fryer, Helen Parker, Tom Pearce, Simon Preece, Sarah Ryan, Catriana Sandison, Jude Sim, Beverley Skeete, Sara Jane Skeete, David Porter Thomas, Andrew Tinkler, Lawrence Wallington, Matthew White y Jonathan Williams.

The Metro Voice Gospel Choir
- Jenny O'Grady
- Tommy Blaize, Bryan Chambers, Lance Ellington, Derek Green, Carol Kenyon, Tom Pearce, Janet Ramus, Faye Simpson, Beverley Skeete, Sara Jane Skeete, Ricci P. Washington

### Producción
- Tero Kinnunen - Sonido
- Mikko Karmila - Mezclador
- Mika Jussila - Masterización
- Pip Williams - Director de orquesta
- James Shearman - Conducción de orquesta

## Posición en listas
| Gráficas(2007)                         | Pico de posición |
| -------------------------------------- | ---------------- |
| Australia (ARIA Charts)                | 42               |
| Austria (Ö3 Austria Top 40)            | 5                |
| Bélgica (Ultratop flamenca)            | 18               |
| Bélgica (Ultratop valona)              | 17               |
| Canadá (Billboard Canadian Albums)     | 24               |
| Croacia (Otvoreni)                     | 1                |
| República Checa (IFPI Česká Republika) | 3                |
| Países Bajos (Album Top 100)           | 5                |
| European Top 100 Albums                | 4                |
| Finlandia (Suomen Virallinen Lista)    | 1                |
| Francia (SNEP)                         | 6                |
| Alemania (Media Control Charts)        | 1                |
| Hungría (Mahasz)                       | 1                |
| Irlanda (IRMA)                         | 62               |
| Italia (FIMI)                          | 14               |
| Japón (Oricon)                         | 54               |
| México (Top 100)                       | 22               |
| Noruega (VG-lista)                     | 7                |
| Polonia OLiS                           | 6                |
| España (PROMUSICAE)                    | 33               |
| Suecia (Sverigetopplistan)             | 4                |
| Suiza (Schweizer Hitparade)            | 1                |
| Reino Unido (UK Albums Chart)          | 25               |
| Estados Unidos (Billboard 200)         | 84               |
| Estados Unidos (Top Hard Rock Albums)  | 7                |
| Estados Unidos (Top Rock Albums)       | 23               |

| Gráfica(2007)                    | Posición |
| -------------------------------- | -------- |
| Austria (Austrian Top 75 Albums) | 69       |
| Finlandia (Finnish Albums Chart) | 1        |
| Alemania (German Albums Chart)   | 56       |
| Hungría (Hungarian Albums Chart) | 84       |
| Suiza (Swiss Top 100 Albums)     | 24       |

| País         | Gráfica                                 | Mejor posición |
| ------------ | --------------------------------------- | -------------- |
| Alemania     | Media Control Charts                    | 56             |
| Austria      | Top 40 Albums                           | 59             |
| Bélgica      | Ultratop (Flanders) Ultratop (Wallonia) | 49 86          |
| Finlandia    | Finnish Albums Chart                    | 1              |
| Francia      | SNEP                                    | 149            |
| Países Bajos | MegaCharts                              | 72             |
| Suecia       | Svensktoppen                            | 42             |
| Suiza        | Swiss Top 100 Albums                    | 36             |

| País      | Empresa | Certificación | Ventas   |
| --------- | ------- | ------------- | -------- |
| Alemania  | IFPI    | Oro           | 100 000+ |
| Austria   | IFPI    | Oro           | 10 000+  |
| Croacia   | IFPI    | Platino       | 5 000+   |
| Finlandia | IFPI    | x4 platino    | 130 000+ |
| Hungría   | Mahasz  | Platino       | 7 500+   |
| Polonia   | ZPAV    | Oro           | 15 000+  |
| Suecia    | IFPI    | Oro           | 30 000+  |
| Suiza     | IFPI    | Platino x2    | 60 000+  |